# Carretera de Nebraska 5
La Carretera de Nebraska 5 (en inglés: Nebraska Highway 5) y abreviada NE 5, con una longitud de 11,04 millas (17,8 km), es una carretera estatal en el sur de estado estadounidense de Nebraska. La Carretera de Nebraska 5 cuenta con una terminal sur en una intersección con U.S. Route 136 en Deshler y una terminal norte en una intersección con Carretera de Nebraska 4 entre Davenport y Carleton.  Se trata de una carretera dirección norte-sur que se encuentra en su totalidad en el Condado de Thayer.

## Cruces
Los principales cruces de la Carretera de Nebraska 5 son las siguientes:
| Condado | Ubicación | Millas | Cruces | Notas          |
| ------- | --------- | ------ | ------ | -------------- |
| Thayer  | Deshler   | 0.00   | US 136 | Terminal sur   |
| Thayer  | Carleton  | 11.04  | NE 4   | Terminal norte |